# スターライト・コーポレーション

天体観測のイメージ

株式会社スターライト・コーポレーションは、かつて東京都町田市成瀬が丘にあった、天体望遠鏡、科学教材の企画・制作を手がける会社。現在は廃業。天体望遠鏡メーカービクセンの望遠鏡に付属する「星空ガイドブック」天文情報誌「SO-TEN-KEN」の記事や図版の作成も行っていた。日本国産の天体時計の販売も手がける。
自社開発した天体望遠鏡が、世界天文年2009日本委員会の主催した世界天文年セレクションで受賞している。

## 所在地
- 東京都町田市成瀬が丘2-1-1きめたビル4F-C
- 最寄駅は横浜線の成瀬駅。

## 概要
- 2006年に株式会社スターライト・コーポレーションは、天体望遠鏡、科学教材の企画・制作を中心に、日本製天文腕時計「アストロデア」を含む天体関連商品、顕微鏡や双眼鏡などの光学機器の販売を手がける株式会社として設立。初期はビクセンなどの天体望遠鏡を販売していたが、その後自社開発の望遠鏡を国内工場で生産するメーカーとしての側面が強くなった。光学機器のブランド名は"SCOPETECH":読みスコープテック。自社開発製造品は、鏡筒にスコープテックのロゴが配されている。
- 2007年秋に、主力製品となる初心者用で純日本産の天体望遠鏡『ラプトル50』を完成し、販売を開始する。
- 2008年1月14日「星ナビ」2月号に天体望遠鏡「ラプトル50」の特集記事「正しい入門機 スコープテック・ラプトル50 （レポート／川村 晶＋編集部）」が掲載
- 2008年2月1日 自動車メーカーSUBARUの情報誌「cartopia」に取材記事掲載
- 邦画の「20世紀少年」にスターライト・コーポレーション提供の天体望遠鏡や書籍、天体関連グッズが映画内のセットに、エンドロールに社名ロゴ
- 2008年10月1日 自動車メーカーSUBARUの情報誌「cartopia」に取材記事掲載
- 2008年5月23日にBS日本の番組「SUBARU Presents キズナのチカラ」で、子供でも買える価格でありながら、妥協のない「夢の天体望遠鏡」を開発した社長の取り組みが、全国的に放送される[2]。
- 2009年1月1日 自動車メーカーSUBARUの情報誌「cartopia」のスバルオーナー取材記事「スバルの肖像」に取材記事掲載
- 2009年には世界天文年2009日本委員会の主催した世界天文年セレクションの望遠鏡部門で、ラプトル50とラプトル60が受賞している[1]。
- 2009年12月1日 富士重工とスターライト・コーポレーションの協業により、天体望遠鏡スバルメローペ80Aが全国のスバルディーラーを通じて販売されることが富士重工のプレスリリースにより発表となる。発売開始は2009年12月10日
- 2010年4月1日 スバルメローペ80AがGoodsPressに掲載
- 2010年6月29日 産経新聞の6月29日朝刊に記事掲載
- 2010年7月14日 SANKEI EXPRESS の7月14日に記事掲載
- 2010年7月30日 フジテレビ「めざましテレビ」に出演

## 大沼崇
株式会社スターライト・コーポレーションの代表取締役。
小学生の頃、宮沢賢治の童話『銀河鉄道の夜』を読み、天の川を望遠鏡で見る記述に感銘を受けたことが、星の世界に興味を抱いたきっかけとなった。
車好きで知られる。youtube動画には自身が投稿した車関係の動画が見られる。自動車評論家マリオ高野のブログなどでもしばしば紹介されている。
中学生の時、73000円の天体望遠鏡を購入したが、操作の煩雑さと重量の重さのため使いこなせなかった経験を持つ。
大学進学は南十字星を見るためにオーストラリアに留学し、その後も世界15ヶ国で天体観測を行い、外国のメディアにも活動が取り上げられている。
35歳の時、小学生の小遣いで買えてよく見える天体望遠鏡を開発するために、会社を退職した後、全国を探して、宮沢賢治の故郷である岩手県花巻市にある大一光学の社長、小原たけしに出会い、協力関係を結んだことが会社設立の基となった。

## ラプトル
低価格でありながら、久保田光学の対物レンズと国産の接眼レンズを搭載した、天体望遠鏡のシリーズで、上位機種のアトラスは微動装置が標準装備されている。

## スバル メローペ80A
直接資本関係はないが、 富士重工業株式会社と株式会社スターライト・コーポレーションの協業により開発された天体望遠鏡スバルメローペ80Aがスバル用品（株）を通じて、全国のスバルの自動車販売店を通じて販売されている。この望遠鏡のレンズもやはり久保田光学の対物レンズを使用し、大一光学で組み立てられている。

## アストロデア
元はシチズンの開発した腕時計開発部門だったが、「アストロデア」として子会社化された後、栄商会としてシチズンから独立した企業となった。
主力商品として、現在の星座が精密に表示可能な星座早見を搭載したコスモサインと、月の方角と月齢が表示可能な月盤を搭載したムーンサインがある。最初にシチズンで企画された当時のコスモサインは1986年にバーゼル・フェアで世界の注目を浴びた他、2007年4月号の月刊天文ガイド2009年に紹介されたり、世界天文年セレクションのエンターテインメント部門で受賞した作品である。